# Ronald Putzker
Ronald Putzker (* 13. September 1962 in Wiener Neustadt) ist ein österreichischer Comiczeichner, Illustrator und Fotograf.

## Leben und Wirken
Putzker wuchs als Sohn eines bei der Tiroler Landesregierung tätigen Vermessungsingenieurs und einer Büroangestellten in Innsbruck auf. Er verließ die Schule ohne Abschluss und beendete auch eine Berufsausbildung als Koch vorzeitig, um nach Wien zu gehen. Eine Ausbildung an der Höheren Graphischen Bundes-Lehr- und Versuchsanstalt in Wien brach er nach knapp einem Jahr ab. Putzker lebte zunächst vom Layoutieren des österreichischen Comic-Magazins Comic Forum und gründete gemeinsam mit dem österreichischen Herausgeber und Steuerberater Wolfgang Alber Wiens ersten Comicladen am Franz-Josefs-Kai.
Putzkers erster veröffentlichter längerer Comic war ein Fotocomic mit dem Titel Eva Sedlitzky, der in zwei Ausgaben des Magazins Comicland erschien. Bekanntheit als Comiczeichner erlangte er in der zweiten Hälfte der 1980er Jahre mit seinen Comicalben Inspektor Burnadz sowie der darauf folgenden Trilogie Aglaya. International bekannt wurde Putzker mit der Krimi-Trilogie Anna Stein, die vom österreichischen Autor und Kurt-Ostbahn-Texter Günter Brödl geschrieben wurde und Ende der 1980er und zu Beginn der 1990er Jahre erschien. Die Trilogie wurde in mehrere Sprachen übersetzt und erschien u. a. in Frankreich und Holland. Darüber hinaus zeichnete er regelmäßig für das Fachmagazin Comic Forum. Sein bislang letztes Comic mit dem Titel Cyberdise erschien im Dezember 2008. Seit 2002 läuft seine Comicserie Dämonia (Szenario Caroline Klima) im deutschsprachigen BDSM-Magazin Schlagzeilen.
Putzker ist auch als Illustrator und Fotograf tätig. So illustriert er Bücher, Schulbücher, Brett- und Onlinespiele und gestaltet CD- und Plattencovers, zum Beispiel für Kurt Ostbahn. Putzker illustrierte u. a. für die österreichischen Magazine profil, Format, News und Wiener und arbeitet als Layouter, Grafiker und Storyboard-Zeichner für diverse Agenturen in Österreich, Deutschland und der Schweiz.
Sein fotografisches Werk widmet sich, neben der Gebrauchsfotografie für Werbung, vor allem dem Themenkreis Fetisch und BDSM. In diesem Zusammenhang veröffentlichte Putzker mittlerweile drei Fotobände und publizierte in einschlägigen österreichischen, deutschen, britischen und belgischen Magazinen und Sammelbänden.
Ronald Putzker, der in zweiter Ehe verheiratet und Vater von vier Kindern ist, lebt in Wien.

## Werke
Comics
- Inspektor Burnadz 1 & 2 (Wien, 1985, 1986; comicforum; Text: Erich L. Nussbaumer)
- Aglaya 1–3 (Hamburg, ab 1987; comicplus; Szenario und Text: Erich L. Nussbaumer. 1. Der Gehängte, 2. Der Magier, 3. Die Hohepriesterin)
- Anna Stein 1–3 (Hamburg, ab 1989; comicplus; Szenario: Günter Brödl. 1. Hasenjagd, 2. Hotel Paranoia, 3. Das letzte Alpenglühen)
- Einsam stirbt Kolumbus. Kolumbus-Biografie (Hamburg, 1992, comicplus; Szenario: Erich L. Nussbaumer)
- Glamour. Werkübersicht (Hamburg, 1992; comicplus)
- Cyberdise (Hamburg 2008, comicplus; Szenario Michel Reimon und Wolfgang Su)
- Dana Today. Jugendcomicserie (2006–2008 im Jugendmagazin TOPIC, Wien; Szenario: Caroline Klima)
- Dämonia. Comic-Serie (in: Schlagzeilen; Hamburg, seit 01/2002–laufend, Charon-Verlag; Szenario: Caroline Klima)

Bücher und Bildbände
- Rehpublik Österreich. Fiktiver Reiseführer (2000, Eichborn; Text: Günter Brödl)
- Fetichic (Wien 2001, Verlag Liberotica)
- Pink Diaries (Wien 2003, Verlag Liberotica; Text: Pinxxx)
- CaroLines. Ansichten einer gestrengen Herrin (Nehren 2009, Marterpfahl-Verlag; Autorin: Caroline Klima)

Bildbeiträge (Auswahl)
- Fetish Photo Anthology 4 & 5 (Brüssel 2003 bzw. 2007, Secret-Verlag)
- Jade – The Special Reserve Collection (Scarborough/UK 2004, Great Northern Publishing)
- Smoking Man Eaters (Wien 2008, Verlag Liberotica)